# Al Campanis
Alexander Sebastian Campanis, dit Al Campanis, né Alessandro Campani le 2 novembre 1916 à Cos en Grèce et mort le 21 juin 1998 à Fullerton (Californie), est un joueur américain de baseball qui évolua en Ligue majeure de baseball avec les Dodgers de Brooklyn en 1943. Il occupe le poste de directeur général des Dodgers de 1968 à 1987.

## Carrière

### Joueur
Al Campanis profite de la mobilisation de nombreux joueurs de Ligue majeure pour faire quelques apparitions en Ligue majeure à la fin de la saison 1943 avec les Dodgers de Brooklyn. Reversé en Ligues mineures en 1944, il est coéquipier de Jackie Robinson en 1946 chez les Royaux de Montréal.
Après sa carrière de joueur, il devient recruteur, découvrant notamment Sandy Koufax.

### Manager général
Il occupe le poste de directeur général des Dodgers de 1968 à 1987. Il est renvoyé après une déclaration aux relents racistes. Malgré le soutien d'anciens joueurs comme Don Newcombe, Campanis quitte le monde du baseball sur cette controverse.